# Marker (gitara)
Marker (znacznik) - element, którym oznaczone są konkretne progi na podstrunnicy gitary. Marker pełni funkcję pomocy dla gitarzysty - dzięki któremu ten wie, gdzie znajduje się odpowiedni próg - ale i zdobi gitarę. Najpopularniejsze markery to wykonane z plastiku lub macicy perłowej kropki. Do rzadkości nie należą jednak także znaczniki w kształcie trapezów, prostokątów, płetw rekina, a nawet pędów roślinnych ciągnących się przez całą podstrunnicę czy innych fantazyjnych kształtów.
Najczęstszy sposób oznaczenia markerami to układ: trzeci próg, piąty, siódmy, dziewiąty, dwunasty (podwójnie), piętnasty, siedemnasty, dziewiętnasty i dwudziesty pierwszy. Stosuje się też jednak inne, zmodyfikowane układy (jak np. podwojenie markera na siódmym progu) lub tylko jeden znacznik na dwunastym progu.
Często znaczniki znajdują się nie tylko na froncie podstrunnicy, ale także na jej bocznej powierzchni (umieszczone tak, by muzyk mógł je widzieć bez nachylania się). Niektóre gitary w ogóle pozbawione są markerów.

## Galeria

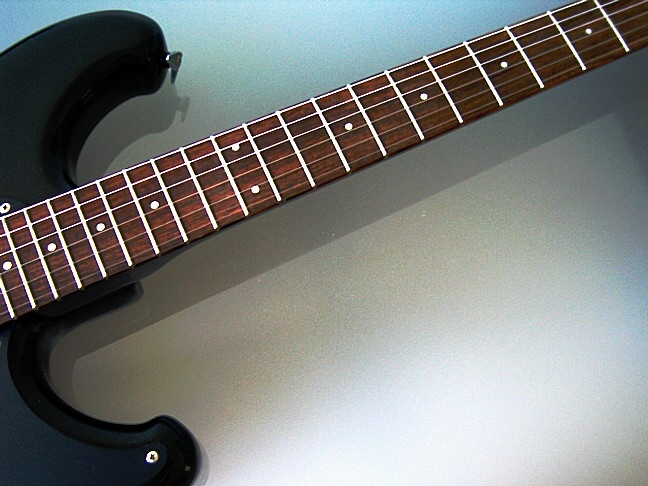
Markery na podstrunnicy gitary elektrycznej.
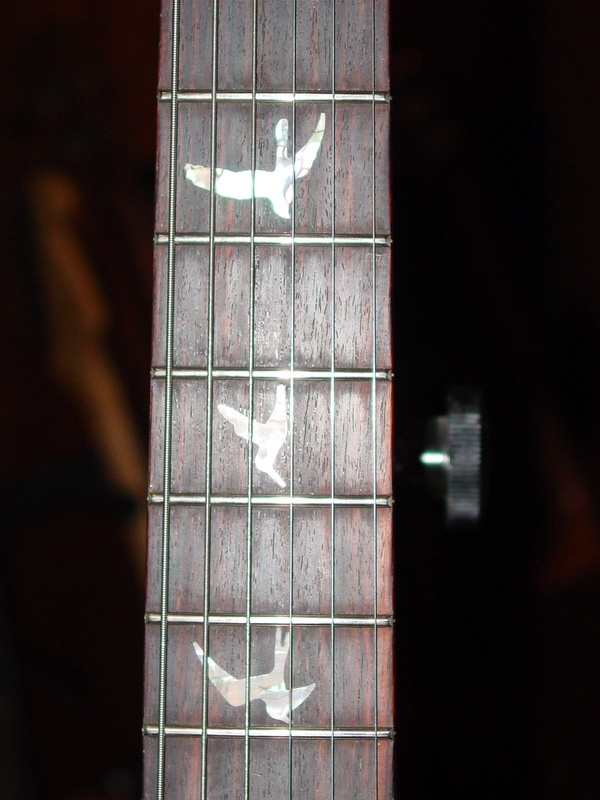
Artystyczne markery na podstrunnicy gitary.
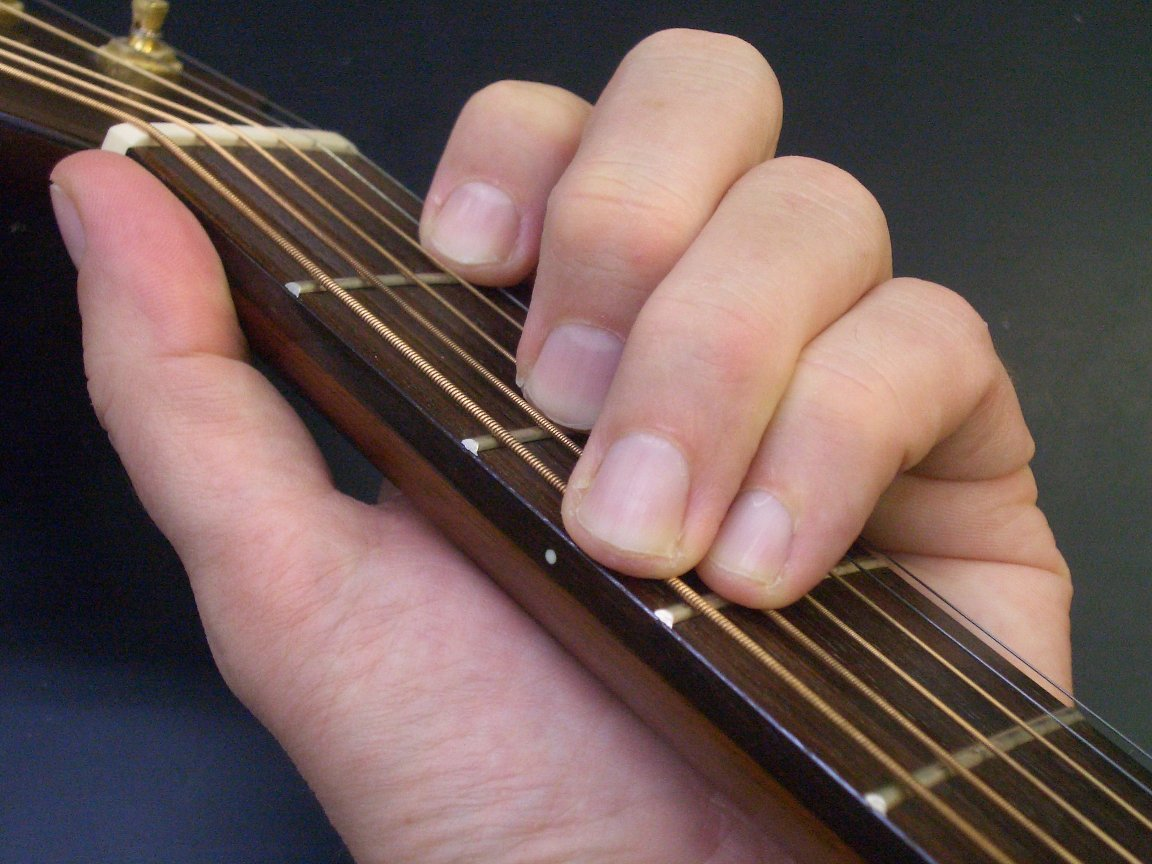
Marker znajdujący się na szyjce, na wysokości trzeciego progu.
Najczęstszy rozkład markerów na podstrunnicy gitarowej.